# Raudauquaquank
Raudauquaquank, jedino poznato selo Bear River Indijanaca koje se prvih godina 18. stoljeća nalazilo u Sjevernoj Karolini uz obalu današnjeg okruga Beaufort. Selo je imalo 1701 oko 50 ratnika prema informaciji Johna Lawsona.

## Vanjske poveznice
- Karta